# Cetonia wrzecionkoi
Cetonia wrzecionkoi är en skalbaggsart som beskrevs av Krajcik 2008. Cetonia wrzecionkoi ingår i släktet Cetonia och familjen Cetoniidae. Inga underarter finns listade i Catalogue of Life.